# Parc commercial
Vous pouvez aider à l'améliorer ou bien discuter des problèmes sur sa page de discussion.
- Il ne cite pas suffisamment ses sources. Vous pouvez indiquer les passages à sourcer avec {{référence nécessaire}} ou {{Référence souhaitée}}, et inclure les références utiles en les liant aux notes de bas de page. (Marqué depuis mars 2010)
- Certaines informations devraient être mieux reliées aux sources mentionnées dans la bibliographie ou les liens externes. Améliorez sa vérifiabilité en les associant par des références. (Marqué depuis mars 2010)
- Il adopte un point de vue régional ou culturel particulier et nécessite une internationalisation. (Marqué depuis octobre 2015)

- Archive Wikiwix
- Bing
- Cairn
- DuckDuckGo
- E. Universalis
- Gallica
- Google
- G. Books
- G. News
- G. Scholar
- Persée
- Qwant
- (zh) Baidu
- (ru) Yandex
- (wd) trouver des œuvres sur Wikidata

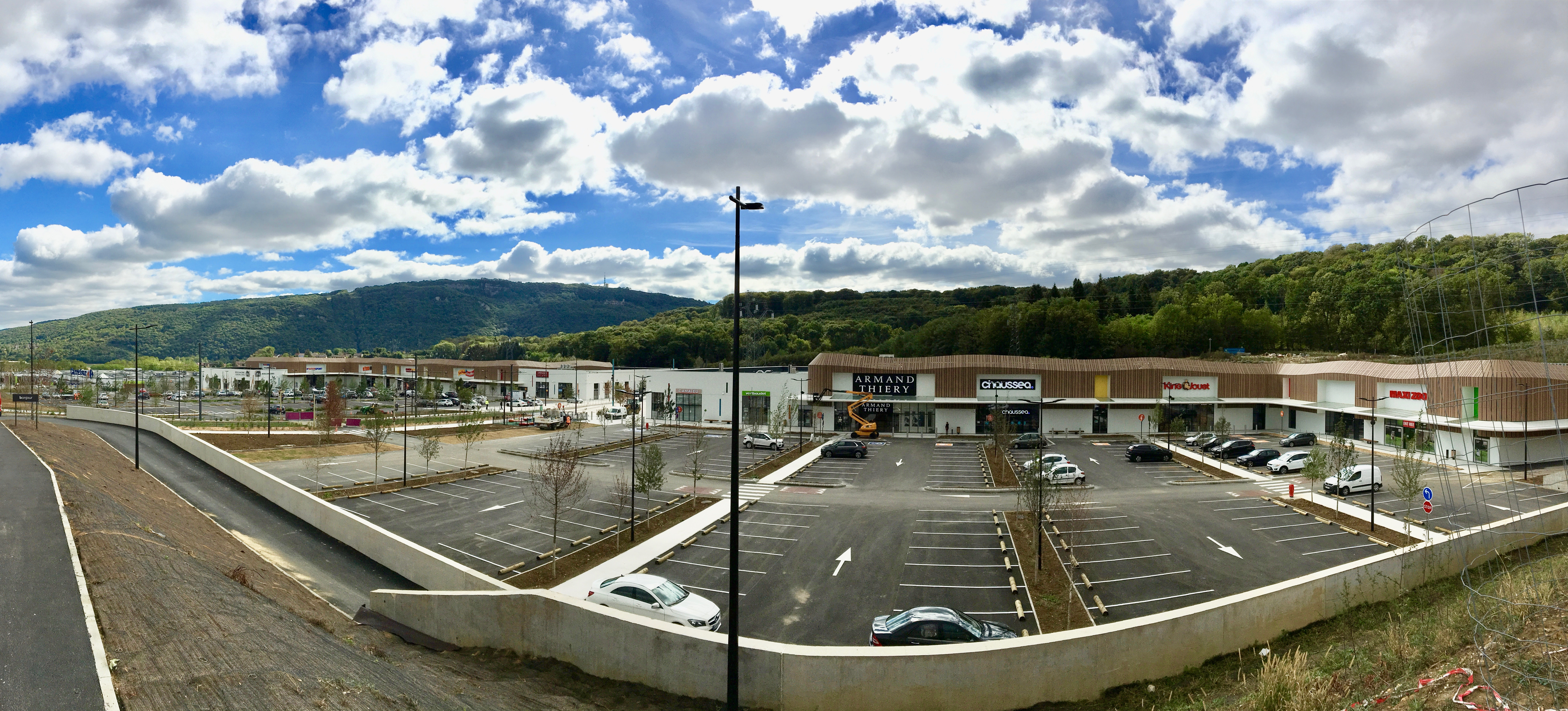
La zone commerciale des Marnières à Besançon, en France.

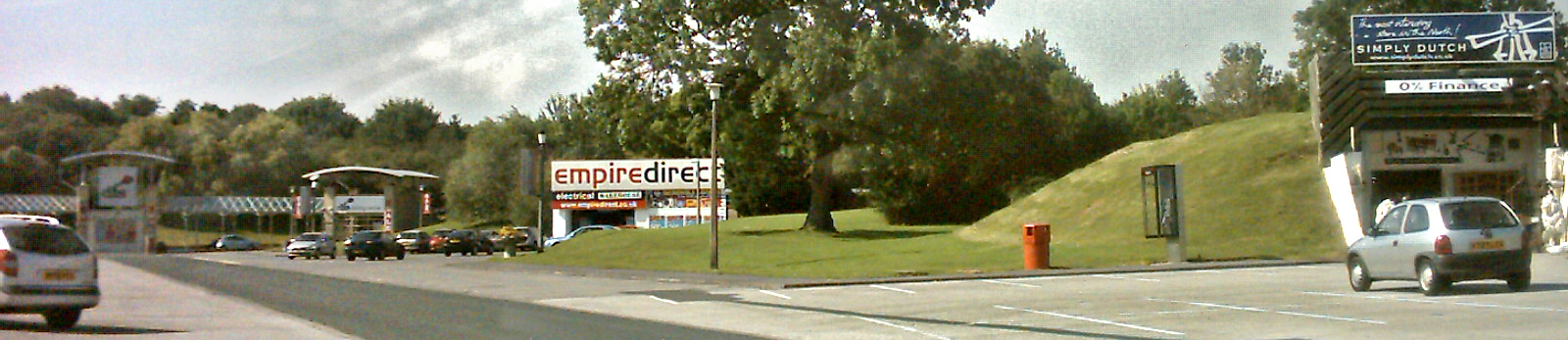
Le Buywell Retail Park dans le West Yorkshire qui présente l'originalité d'intégrer un espace commercial recyclant un bunker de la Seconde Guerre mondiale, recouvert d'un sol végétalisé

Un parc commercial ou complexe commercial désigne de manière générale un espace conçu et/ou réservé (par les politiques publiques) d'aménagement du territoire pour différentes activités commerciales, et équipé en infrastructures ad hoc (ex : réseaux de transport, éventuellement multimodal, réseau électrique et éventuellement de chaud ou de froid, système de gestion des eaux usées et de ruissellement (en raison de la présence importante de parkings et de surfaces imperméabilisées). C'est l'un des types de parcs d'activité (d'autres sont consacrés à l'industrie, à la recherche...).

## Histoire
Ces parcs se sont beaucoup développés durant les Trente Glorieuses, encouragé par le développement de l'automobile comme principal mode de mobilité, et donc souvent situés en périphérie des villes (ensuite parfois noyés dans la périurbanisation), et en bordure d'autoroutes ou de boulevards périphériques.
La mise en place des parcs commerciaux fut fortement influencée par un modèle consumériste américain dans une envie de créer des hypermarchés discount au vu de l'augmentation importante de la classe moyenne dans ces deux pays durant cette période.   
On leur greffe parfois des unités de logement ou d'activité administrative (ZACA ou « Zone d'activités commerciales et administratives » (par exemple à Ouagadougou pour la première fois en 1990). 
Des années 1970 aux années 1990, ces espaces ont été considérés comme importants par les aménageurs et urbanistes, notamment dans le cadre des grands programmes de renouvellement urbain.
Certaines de ces zones ont concurrencé le petit commerce de proximité et ont fait disparaitre certains de ces commerces, dans les villes et aussi dans les campagnes. Certaines sont aujourd'hui remis en cause par le développement du commerce électronique. Les villes en transition promeuvent néanmoins un aménagement redonnant une place dominante aux circuits courts, à la mixité sociale et aux commerces de proximité, accessibles par d'autres moyens que l'automobile.

## En France

### Éléments de définition
En France, selon le CNCC (Conseil national des centres commerciaux), un parc commercial est « un ensemble commercial à ciel ouvert, réalisé et géré comme une unité. Il comprend au moins 5 unités locatives et sa surface est supérieure à 3 000 m2 SHON (surface construite) ».

### Typologie
Le CNCC classe les parcs commerciaux selon la typologie suivante :
- au-delà de 10 000 m2 de surface SHON (surface hors œuvre nette) : on parle de « grands parcs d'activité commerciale » ;
- entre 3 000 m2 et 10 000 m2 de « surface SHON » (surface construite, initiales de ****[pas clair]) : on parle de « petits parcs d'activité commerciale ».

Parc d'activité "Kingsway West Retail Park" de Dundee, en Écosse, typique des grandes aires commerciales développées dans les années 1980-2000

### Liste des plus grands parcs commerciaux en France
Sauf mention contraire, le classement, qui inclut les seuls parcs commerciaux extérieurs, est issu du magazine LSA.
| Rang | Nom                        | Ville                       | Dép. | Surface GLA en m² | Commerces | Ouverture | Propriétaire                | Réf. |
| ---- | -------------------------- | --------------------------- | ---- | ----------------- | --------- | --------- | --------------------------- | ---- |
| 1er  | Polygone Riviera           | Cagnes-sur-Mer              | 06   | 74 900            | 121       | 2015      | Unibail-Rodamco-Westfield   |      |
| 2e   | L'Atoll                    | Beaucouzé                   | 49   | 71 000            | 64        | 2012      | Compagnie de Phalsbourg     |      |
| 3e   | Les Terrasses du Port      | Marseille                   | 13   | 62 700            | 190       | 2014      | Hammerson                   |      |
| 4e   | Carré de soie              | Vaulx-en-Velin              | 69   | 60 800            | 57        | 2009      | Altarea                     |      |
| 5e   | Les Couleures              | Valence                     | 26   | 60 000            |           |           |                             |      |
| 6e   | Place du Dauphiné          | Tignieu-Jameyzieu           | 38   | 60 000            | 80        | 2010      | Laurent Grindler            |      |
| 7e   | Alpha Park                 | Les Clayes-sous-Bois        | 78   | 58 896            |           | 2006      | Compagnie de Phalsbourg     |      |
| 8e   | Shopping Parc Carré Sénart | Lieusaint                   | 77   | 59 424            |           |           | Unibail-Rodamco-Westfield   |      |
| 9e   | Champéa Shopping           | Thillois                    | 51   | 52 200            |           |           |                             |      |
| 10e  | Family Village             | Limoges                     | 87   | 52 000            | 29        | 2010      | Altarea Cogedim             |      |
| 11e  | L'Avenue 83                | La Valette-du-Var           | 83   | 51 000            | 70        |           | Altarea                     |      |
| 12e  | Pôle Sud shopping          | Basse-Goulaine              | 44   | 50 000            | 90        | 1988      |                             |      |
| 13e  | La Cerisaie                | Fresnes                     | 94   | 48 950            | 51        | 1970      | Silic                       |      |
| 14e  | Villebon 2                 | Villebon-sur-Yvette         | 91   | 47 500            | 58        | 1988      | Frey                        |      |
| 15e  | Promenade de Flandre       | Neuville-en-Ferrain - Roncq | 59   | 46 150 à 60 000   | 47        | 2017      | Altarea Cogedim et Immochan |      |
| 16e  | Clos du Chêne              | Montévrain                  | 77   | 46 126            | 62        |           |                             |      |
| 17e  | Polygone                   | Montpellier                 | 34   | 45 000            | 110       | 1975      | Socri                       |      |
| 18e  | Waves Actisud              | Moulins-lès-Metz            | 57   | 43 000            | 69        | 2014      | Compagnie de Phalsbourg     |      |
| 19e  | Woodshop Boissenart        | Cesson                      | 77   | 42 700            | 50        | 2019      | Frey                        |      |
| 20e  | Polygone Béziers           | Béziers                     | 34   | 42 045            | 110       | 2010      | Socri                       |      |
| 21e  | Mondevillage               | Mondeville                  | 14   | 42 000            | 35        | 2013      | Carrefour Property          |      |
| 22e  | Reims Village              | Reims                       | 51   | 42 000            |           |           |                             |      |
| 23e  | Thiais Village             | Thiais                      | 94   | 41 900            | 59        |           |                             |      |
| 24e  | Maison Plus                | Hénin-Beaumont              | 62   | 41 650            |           |           |                             |      |

## Belgique
Ouvert à la fin des années 1990, Ypres Business Park, anciennement Flanders Language Valley, est situé au nord de la ville belge d'Ypres en Flandre-Occidentale.